# 大華證券 (新加坡)
大華證券有限公司，簡稱大華證券（英語：United International Securities Limited，SGX：U07），在1969年當時由利華銀行有限公司及利華企業私人有限公司設立，前身為「利華證券有限公司」。
業務主要在新加坡、馬來西亞等經營證券經紀產品，包括股票、固定收益证券、大宗商品、现金及其他资产。現時由大華銀行管理，也就是由主席黃祖耀、總裁黃一宗主理。總部位於80 Raffles Place UOB Plaza Singapore 048624。股份在1978年11月8日於新加坡交易所主板上市。

## 連結
- UISGroup.com.sg（页面存档备份，存于）